# Fatals s/Scène
Albums de Les Fatals Picards
Coming out Septième Ciel
 Fatals s/Scène est le deuxième album live du groupe de musique Les Fatals Picards, paru le 16 avril 2012. Il a été enregistré pendant le Coming Out Tour

## Liste des titres

### Disque 1
| No  | Titre                              | Durée |
| --- | ---------------------------------- | ----- |
| 1.  | Moi je vis chez Amélie             | 4:41  |
| 2.  | Coming Out                         | 3:26  |
| 3.  | C'est l'histoire d'une meuf        | 4:12  |
| 4.  | Seul et célibataire 2              | 5:33  |
| 5.  | Dans mon verre                     | 4:08  |
| 6.  | La sécurité de l'emploi            | 4:44  |
| 7.  | Hasta XXL                          | 4:47  |
| 8.  | Boum                               | 4:26  |
| 9.  | Mon père était tellement de gauche | 4:38  |
| 10. | La France du petit Nicolas         | 3:52  |
| 11. | 1983                               | 3:55  |

### Disque 2
| No  | Titre                             | Durée |
| --- | --------------------------------- | ----- |
| 12. | Intro chiante                     | 1:44  |
| 13. | Djembé man                        | 6:04  |
| 14. | Le retour à la terre              | 4:00  |
| 15. | Le combat ordinaire               | 4:23  |
| 16. | Premier de la glace               | 4:12  |
| 17. | Les Princes du parc               | 3:44  |
| 18. | 30 millions de punks [Punkachien] | 5:48  |
| 19. | Noir(s)                           | 3:41  |
| 20. | L'amour à la française            | 4:01  |
| 21. | Schizophrène                      | 2:25  |
| 22. | Bernard Lavilliers                | 6:42  |